# Saison 1960 de la NFL
Navigation
Édition précédente Édition suivante
La saison 1960 de la NFL est la 41e saison de la National Football League. Elle voit le sacre des Eagles de Philadelphie.

## Classement général
| Conférence Est           |      |      |      |        |          |            |
| Franchise                | Vic. | Déf. | Nuls | % vic. | Pts pour | Pts contre |
| Eagles de Philadelphie   | 10   | 2    | 0    | .833   | 321      | 246        |
| Browns de Cleveland      | 8    | 3    | 1    | .727   | 362      | 217        |
| Giants de New York       | 6    | 4    | 2    | .600   | 271      | 261        |
| Cardinals de Saint-Louis | 6    | 5    | 1    | .545   | 288      | 230        |
| Steelers de Pittsburgh   | 5    | 6    | 1    | .455   | 240      | 275        |
| Redskins de Washington   | 1    | 9    | 2    | .100   | 178      | 309        |

| Conférence Ouest       |      |      |      |        |          |            |
| Franchise              | Vic. | Déf. | Nuls | % vic. | Pts pour | Pts contre |
| Packers de Green Bay   | 8    | 4    | 0    | .667   | 332      | 209        |
| Lions de Détroit       | 7    | 5    | 0    | .583   | 239      | 212        |
| 49ers de San Francisco | 7    | 5    | 0    | .583   | 208      | 205        |
| Colts de Baltimore     | 6    | 6    | 0    | .500   | 288      | 234        |
| Bears de Chicago       | 5    | 6    | 1    | .455   | 194      | 299        |
| Rams de Los Angeles    | 4    | 7    | 1    | .364   | 265      | 297        |
| Cowboys de Dallas      | 0    | 11   | 1    | .000   | 177      | 369        |

## Finale NFL
- 26 décembre 1960, à Philadelphie devant 67 325 spectateurs, Eagles de Philadelphie 17 - Packers de Green Bay 13